# Changsha Południe
Changsha Południe (chiń. 长沙南站; pinyin Chángshā Nánzhàn) – stacja kolejowa w Changsha, w prowincji Hunan, w Chińskiej Republice Ludowej. Znajduje się w dzielnicy Yuhua, na trasie szybkiej kolei Wuhan - Guangzhou. Stacja została otwarta 5 grudnia 2009 roku.